# Владимир Картов
Владимир И. Картов (на македонска литературна норма: Владимир И. Картов) е виден историк и юрист от Социалистическа република Македония.

## Биография
Роден е в 1935 година в гевгелийското село Смоквица, където завършва основно образование. В 1953 година завършва педагогическо училище в Скопие, а в 1956 година и Висшето педагогическо училище. В 1960 година завършва история във Философския факултет на Скопския университет, а в 1964 година завършва и Юридическия факултет на същия университет. В 1971 година става магистър по политически науки в Белградския университет, а в 1974 година защитава докторат във Философския факултет в Скопие на тема „Културно-просветната политика на управляващите режими в Югославия към македонския народ в периода между двете световни войни“. Избран е за доцент по история на държавата и правото на народите на Югославия в Юридическия факултет в 1975 година. В 1980 година става извънреден, а в 1985 година – редовен професор.
Делегат е на Събора на сдружения труд на Събранието на СРМ от 1978 до 1982 година.
Умира на 23 април 1989 година в Скопие.